# Patrycja Chudziak
Patrycja Chudziak (* 1997 Lublin) je polská reprezentantka ve sportovním lezení, juniorská mistryně světa, Evropy a vítězka Evropského poháru juniorů v lezení na rychlost.

## Výkony a ocenění
- 2012: juniorská mistryně Evropy
- 2013: juniorská vicemistryně Evropy, vítězka EPJ
- 2014: stříbro na Mistrovství Německa, medaile ze závodu světového poháru
- 2015: juniorská mistryně světa a Evropy, vítězka EPJ
- 2016: juniorská vicemistryně světa
- 2018: finalistka mistrovství světa

### Závodní výsledky
| Mistrovství světa | Mistrovství světa | Mistrovství světa | Mistrovství světa |
| Rok               | 2014              | 2016              | 2018              |
| ----------------- | ----------------- | ----------------- | ----------------- |
| Rychlost          | 11                | 8                 | 5                 |

| Světový pohár | Světový pohár | Světový pohár | Světový pohár | Světový pohár | Světový pohár | Světový pohár  |
| Rok           | 2013          | 2014          | 2015          | 2016          | 2017          | 2018           |
| ------------- | ------------- | ------------- | ------------- | ------------- | ------------- | -------------- |
| Rychlost      | 23            | 10            | 8             | 16            | 20            | 18             |
| jednotlivě*   | ,15,16,       | ,6,,4,9,      | ,15,7,7,8,    | ,15,6,13,     | ,13,10,       | ,,,6,12,13,36, |

* poznámka: nalevo jsou poslední závody v roce
| Mistrovství Evropy | Mistrovství Evropy | Mistrovství Evropy | Mistrovství Evropy |
| Rok                | 2013               | 2015               | 2017               |
| ------------------ | ------------------ | ------------------ | ------------------ |
| Rychlost           | 10                 | 15                 | 6                  |

| Mistrovství Německa | Mistrovství Německa |
| Rok                 | 2014                |
| ------------------- | ------------------- |
| Rychlost            | 2                   |

| Mistrovství světa juniorů | Mistrovství světa juniorů | Mistrovství světa juniorů | Mistrovství světa juniorů | Mistrovství světa juniorů |
| Rok                       | 2013 kat. A               | 2014 kat. A               | 2015 juniorky             | 2016 juniorky             |
| ------------------------- | ------------------------- | ------------------------- | ------------------------- | ------------------------- |
| Rychlost                  | 5                         | 4                         | 1                         | 2                         |

| Mistrovství Evropy juniorů | Mistrovství Evropy juniorů | Mistrovství Evropy juniorů | Mistrovství Evropy juniorů | Mistrovství Evropy juniorů | Mistrovství Evropy juniorů |
| Rok                        | 2012 kat. B                | 2013 kat. A                | 2014 kat. A                | 2015 juniorky              | 2016 juniorky              |
| -------------------------- | -------------------------- | -------------------------- | -------------------------- | -------------------------- | -------------------------- |
| Rychlost                   | 1                          | 2                          | 3                          | 1                          | 4                          |

| Evropský pohár juniorů | Evropský pohár juniorů | Evropský pohár juniorů | Evropský pohár juniorů | Evropský pohár juniorů |
| Rok                    | 2012 kat. B            | 2013 kat. A            | 2014 kat. A            | 2015 juniorky          |
| ---------------------- | ---------------------- | ---------------------- | ---------------------- | ---------------------- |
| Rychlost               | 3                      | 1                      | 2                      | 1                      |
| jednotlivě*            |                        |                        |                        |                        |

* poznámka: nalevo jsou poslední závody v roce